# Prononciation du créole haïtien
Pour plus d'information sur le créole d'Haïti, rapportez-vous à l'article principal.
Ci-dessous se trouve la prononciation du créole haïtien, transcrite en symboles de l'alphabet phonétique international.

## Consonne nasales
| b   | ch  | d   | f   | g    | j   | k   | l   |     |
| --- | --- | --- | --- | ---- | --- | --- | --- | --- |
| [b] | [ʃ] | [d] | [f] | [ɡ]  | [ʒ] | [k] | [l] |     |
| m   | n   | ng  | p   | r    | s   | t   | v   | z   |
| [m] | [n] | [ŋ] | [p] | [ɣ], | [s] | [t] | [v] | [z] |

| ui   | w   | y   |
| ---- | --- | --- |
| [ɥi] | [w] | [j] |

## Voyelles
| a   | e   | è   | i   | o   | ò   | ou  |
| --- | --- | --- | --- | --- | --- | --- |
| [a] | [e] | [ɛ] | [i] | [o] | [ɔ] | [u] |

| an  | en  | on  | oun |
| --- | --- | --- | --- |
| [ã] | [ɛ̃] | [ɔ̃] | [ũ] |